# Red and Blue
A Red and Blue a Stefani Germanotta Band első és egyetlen hivatalos középlemeze. Csupán a The Bitter End nevű New York-i night klubban árulták igen limitált példányszámban, 2006-ban. 2009-ben felkerült az internetre és néhány zenei boltba is. A dalok szövegét a később Lady Gaga néven világhírű énekesnővé vált Stefani Germanotta írta, és ő az aki a dalokban vokálozik is. A zenei producer Joe Vulpis volt.
A lemezen balladák találhatóak, melyekre a glam rock stílus nagyban hatott. A legtöbb számban nagy szerepe van a zongorajátéknak és Stefani hangjának. Ez a zongorajátékban gazdag zenei stílus Lady Gaga csak néhány későbbi számában lelhető fel, például a Brown Eyesban (a The Fame albumon található), a Speechlessben (a The Fame Monster albumon található), a Poker Face akusztikus verziójában (a The Cherrytree Sessions középlemezen és a The Remix című remixalbumon található), illetve Gaga számos élő előadásában, amikor dalait vagy azok egy részét zongorán adja elő.
Dallista
1. Something Crazy – 3:39
2. Wish You Were Here – 3:59
3. No Floods – 3:55
4. Words – 4:45
5. Red and Blue – 3:45

Az Amazon.com-ról letölthető verzió dallistája
1. Something Crazy – 3:39
2. Wish You Were Here – 3:59
3. No Floods – 3:55
4. Words – 4:45
5. Let Love Down – 4:01
6. Red and Blue – 3:45
7. Second Time Around – 3:49

## Fordítás
- Ez a szócikk részben vagy egészben  a   Red and Blue című francia Wikipédia-szócikk fordításán alapul.  Az eredeti cikk szerkesztőit annak laptörténete sorolja fel. Ez a jelzés csupán a megfogalmazás eredetét és a szerzői jogokat jelzi, nem szolgál a cikkben szereplő információk forrásmegjelöléseként.
- Ez a szócikk részben vagy egészben  a   Red and Blue (EP) című olasz Wikipédia-szócikk fordításán alapul.  Az eredeti cikk szerkesztőit annak laptörténete sorolja fel. Ez a jelzés csupán a megfogalmazás eredetét és a szerzői jogokat jelzi, nem szolgál a cikkben szereplő információk forrásmegjelöléseként.